# اهیراولی باقل
اهیراولی باقل (به انگلیسی: Ahirauli Baghel) یک منطقهٔ مسکونی در هند است که در اوتار پرادش واقع شده‌است.